# Calle del Rosario (Sagunto)
La calle del Rosario es una vía pública de la ciudad española de Sagunto.

## Descripción
La vía nace de la calle de la Rosa y discurre hasta llegar por un lado a la de Almenara y por otro a la plaza de Blasco Ibáñez. En otros tiempos, se conoció como «carrer del Hostal», por haber en ella una posada. Aparece descrita en el Nomenclator de las calles, plazas y puertas antiguas y modernas de la ciudad de Sagunto (1901) de Antonio Chabret y Fraga con las siguientes palabras:

Rosario (calle del). Tiene un cabo en la calle Real y otro que desemboca en la calle de Almenara y en la de la Rosa. El nombre que lleva actualmente es moderno. Antiguamente se llamaba carrer del hostal, de la posada contigua que forma uno de los lados de esta calle.
(Chabret y Fraga, 1901, p. 86)